# بريندان نيلسون

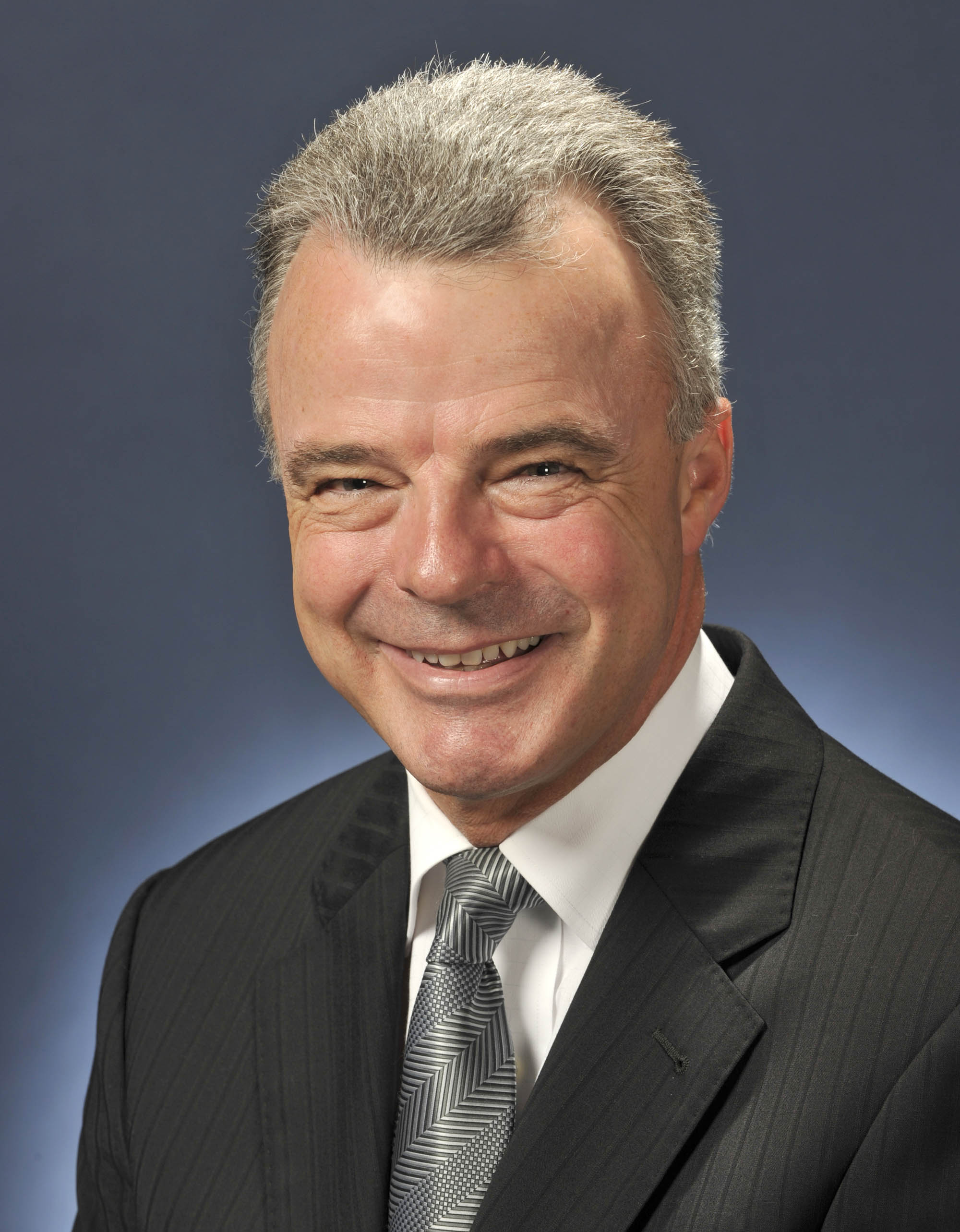

بريندان نيلسون (بالإنجليزية: Brendan Nelson) (من مواليد 19 أغسطس 1958) هو سياسي أسترالي السابق وزعيم المعارضة الاتحادية السابقة. شغل منصب عضو مجلس النواب الأسترالي منذ الانتخابات الاتحادية لعام 1996 حتى 19 أكتوبر 2009 كعضو ليبرالي لبرادفيلد، مقعد لشمال سيدني.
كان رئيسا للجمعية الطبية الأسترالية (1993-1995)، وشغل منصب وزير في التشكيلة الحكومية الثالثة والرابعة من حكومة هوارد، وتولى منصب وزير التعليم والعلوم والتدريب (2001-06) ووزير الدفاع (2006-2007).
في أعقاب الانتخابات الاتحادية 2007، التي هزمت حكومة هوارد، انتخب نيلسون زعيم المجموعة البرلمانية الليبرالية الاتحادية في منافسة ضد الوزير السابق للبيئة والموارد المائية مالكولم تيرنبول، وأصبح زعيم المعارضة في 3 ديسمبر 2007. وفي 16 سبتمبر 2008، في المنافسة الثانية فقد نيلسون قيادة المعارضة والحزب الليبرالي لصالح تيرنبول.